# Эцерперди
Эцерперди (груз. ეწერფერდი) — село в Грузии, на территории Цаленджихского муниципалитета края (мхаре) Самегрело-Верхняя Сванетия.

## География
Село находится в западной части Грузии, на правом берегу реки Ингури, на расстоянии приблизительно 11 километров (по прямой) к северо-западу от города Цаленджиха, административного центра муниципалитета. Абсолютная высота — 281 метр над уровнем моря.

## Население
По результатам официальной переписи населения 2014 года, в Эцерперди проживало 260 человек (136 мужчин и 124 женщины). В национальной структуре населения грузины составляли 99,6 %, украинцы — 0,4 %.
| Год  | Население, человек |
| ---- | ------------------ |
| 2002 | 433                |
| 2014 | ↘ 260              |